# Прохорський Василь Петрович
Василь Петрович Прохорський (нар. 4 травня 1980, Щуча Гребля, Чернігівська область, УРСР — пом. 18 лютого 2014, Київ, Україна) — активіст Євромайдану, волонтер Медичної служби. Загинув під час штурму Євромайдану спецпідрозділами «Беркут». Електрик торговельного обладнання. Герой України.

## Життєпис
Народився у козацькій родині Прохорських — вихідців з Прохорівської сотні Ніжинського полку. Закінчив Дмитрівську середню школу. Працював певний час в органах МВС України, після звільнення — в охоронній фірмі у Києві. Займався спортом, вів сторінку у соціальних мережах із гаслом «Рабів до раю не пускають».

### Участь у Євромайдані
За свідченням друзів та колишніх однокласників, активно брав участь у акціях Євромайдану з початку грудня 2013 року. Перевагу надавав волонтерській роботі у медичній службі, з якою зустрів штурм спецпідрозділів «Беркут» 18 лютого 2014 року. Завантажуючи поранених у карети швидкої допомоги, отримав кульове поранення у потилицю, від чого помер на місці. Це сталося в районі Львівської барикади на вулиці Інститутській, ближче до 18.00.
Мати загиблого Світлана Діденко свідчить:
| У січні, коли «Беркут» почав наступати, Василь вирішив бути на барикадах постійно. Але мамі Світлані Діденко вдалося відмовити сина. — Він був віруючою людиною, — говорить Світлана Миколаївна. Наступного дня після похорону її забрали до лікарні. Зовсім погано із серцем. — Останнім часом, вітаючись, говорив: «Слава Україні!». Ще й мене навчив, як правильно відповідати: «Героям слава!» |
Після тривалих розшуків зниклого безвісти Прохорського, його тіло знайшли у морзі Центру судово-медичної експертизи МОЗ України (на вулиці Оранжерейній) 22 лютого.
Із ФБ: 
| «18.02.14 после работы в 17 час. поехал на Майдан. В 19 час. уже на связь не выходил. Ночевать не пришел. На работу утром не вышел. Друзьями найдены около Михайловского собора его куртка и телефон. Сегодня ходили на опознание – выбиты зубы, весь синий...» |
Без годувальника залишилися стара мати та бабуся, молодший брат.

## Вшанування

21 вересня, відкриття пам'ятника В. Прохорському у Дмитрівці

Поховано 23 лютого у селищі Дмитрівка на Алеї Слави. Репортаж про похорон активіста Майдану, одного з героїв «Небесної Сотні», показав 5-ий загальнонаціональний телеканал. 26 вересня у Дмитрівці встановлений пам'ятник на честь Прохорського, елеметном якого стала символічна майданна шина. Портрет Василя Прохорського у терновому вінці розташований у фоє Верховної Ради України — поруч з іншими фотопортретами загиблих учасників Євромайдану.

21 вересня, відкриття пам'ятника В. Прохорському у Дмитрівці

18-та сесія (позачергова) Чернігівської обласної ради, яка відбулася 4 березня 2014, ухвалила рішення: «Про порушення клопотання про присвоєння звання „Герой України“ Мовчану Андрію Сергійовичу, посмертно» та «Про порушення клопотання про присвоєння звання „Герой України“ Прохорському Василю Петровичу, посмертно».
Підтримуючи ці рішення голова обласної ради, зазначив: «це молоді хлопці, які віддали своє життя за демократичний і європейський вибір нашої держави. Вони заслуговують на всенародну вдячність і вшанування». Пам'ять загиблих земляків-майданівців присутні вшанувати хвилиною мовчання.
У Чернігові, розпорядженням міського голови від лютого 2016 року, вулицю Ленінградську перейменовано на честь Героя України Василя Прохорського.

### Нагороди
- Звання Герой України з удостоєнням ордена «Золота Зірка» (21 листопада 2014, посмертно) — за громадянську мужність, патріотизм, героїчне відстоювання конституційних засад демократії, прав і свобод людини, самовіддане служіння Українському народу, виявлені під час Революції гідності[5]
- Медаль «За жертовність і любов до України» (УПЦ КП, червень 2015) (посмертно)[6]

## Застереження
Василь Прохорський — один із трьох загиблих учасників Євромайдану з Чернігівської області.
У багатьох джерелах помилково вказано місце народження загиблого — Чернівецька область, також існують різночитання дати загибелі — 18 чи 20-те лютого.